# Чентро деле Кавале (Рим)
Чентро деле Кавале је насеље у Италији у округу Рим, региону Лацио.
Према процени из 2011. у насељу је живело 18 становника. Насеље се налази на надморској висини од 28 м.